# Anemplocia scalpellata
Anemplocia scalpellata là một loài bướm đêm trong họ Geometridae.